# Rohingja
Rohingja, Rohingya – muzułmańska grupa etniczna zamieszkująca północną część birmańskiego stanu Arakan, licząca ponad milion osób. Są to głównie rolnicy i rybacy. Posługują się językiem rohingya z rodziny indoeuropejskiej.
Stosowana bywa także nazwa Arakanie.

## Kontrowersje dotyczące pochodzenia

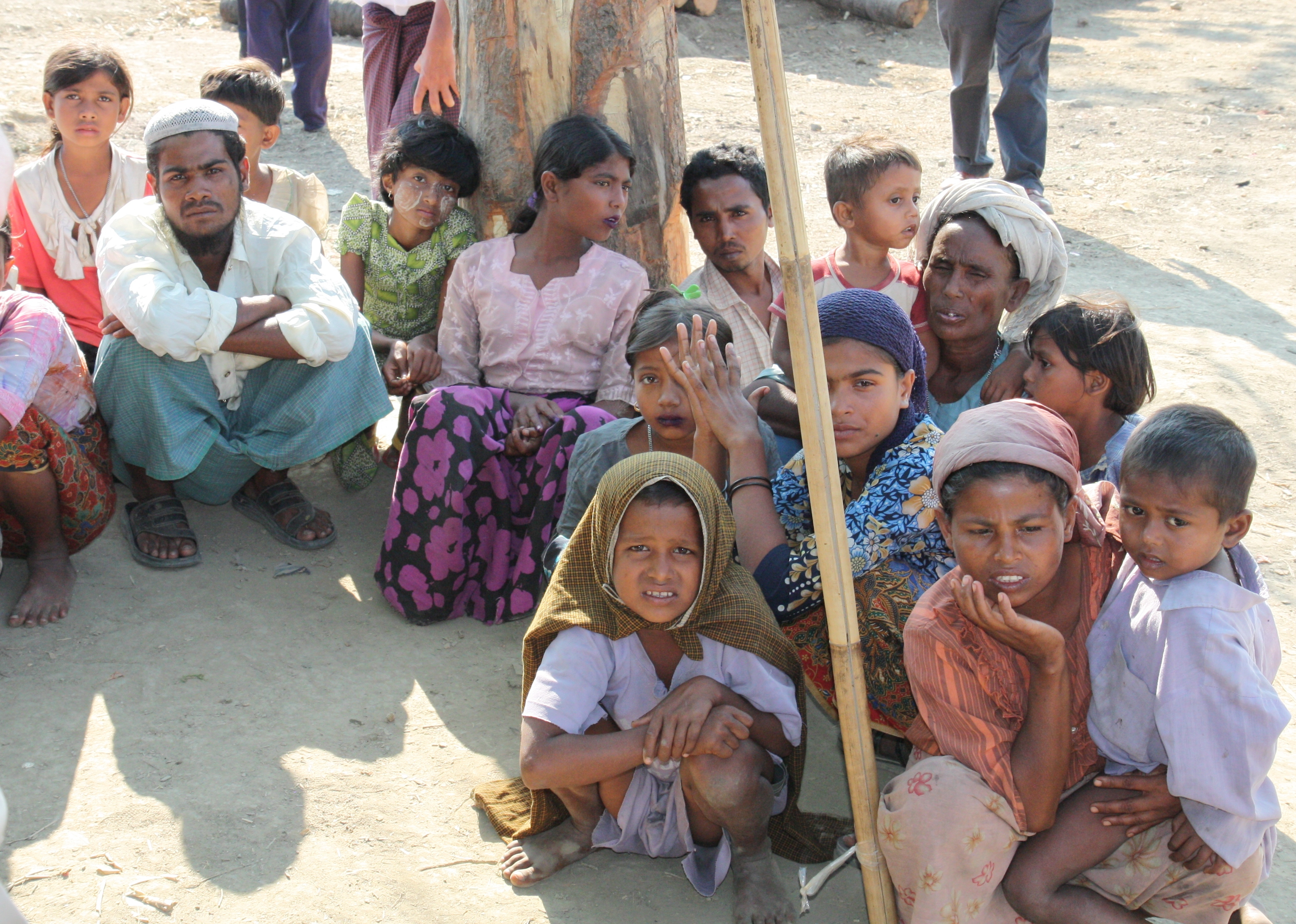
Rohingya

Rohingya uważają się za autochtonicznych mieszkańców Arakanu. Buddyjska część społeczeństwa Birmy uważa ich za nielegalnych imigrantów z sąsiedniego Bangladeszu. 
Kwestia pochodzenia oraz tożsamości Rohingya budzi wiele kontrowersji. Według jednej teorii są to potomkowie muzułmańskich kupców, którzy od ponad 10 wieków zamieszkują Arakan. Inna teoria głosi, iż są bezpośrednimi następcami bengalskich imigrantów z XIX i XX wieku, lub też Bengalczykami uciekającymi przez zieloną granicę do Birmy.. 
Kwestia statusu Rohingya dotyczy więc fundamentalnego, ontologicznego pytania: czy w ogóle powstała taka osobna grupa etniczna/naród i czy/kiedy wykształciła swoją własną tożsamość?

## Łamanie praw człowieka
Z powodu łamania praw człowieka przez rządzącą Mjanmą juntę generałów Rohingya uciekają do Bangladeszu. Jako grupa etniczna są dyskryminowani i prześladowani, nie posiadają dokumentów, w związku z czym nie mogą korzystać z powszechnej edukacji, opieki medycznej czy poszukiwać pracy. Rząd birmański od 1982 roku stoi na stanowisku, że Rohingya nie istnieją jako osobna grupa etniczna i są to imigranci z Bengalu.
Do kolejnych pogromów doszło po demokratyzacji Birmy, od 2012 roku ich domy, szkoły i meczety są podpalane, a oni sami prześladowani. Do wybuchu niezadowolenia wobec Rohingya przyczynił się buddyjski mnich Ashin Wirathu, który podróżując po kraju głosi tezy, że muzułmanie spiskują przeciwko buddystom, szykują zamachy terrorystyczne i usiłują przejmować ziemie innowierców. W wyniku zamieszek zginęło około 600 osób, zaś około 140 000 osób porzuciło swoje domostwa. Wiele osób z grupy Rohingya usiłowało emigrować drogą morską do Malezji lub Bangladeszu poprzez Zatokę Bengalską. W 2016-2017 doszło w Arakanie do ludobójstwa Rohingya dokonanego przez birmańskich nacjonalistów buddyjskich.